# Астероид

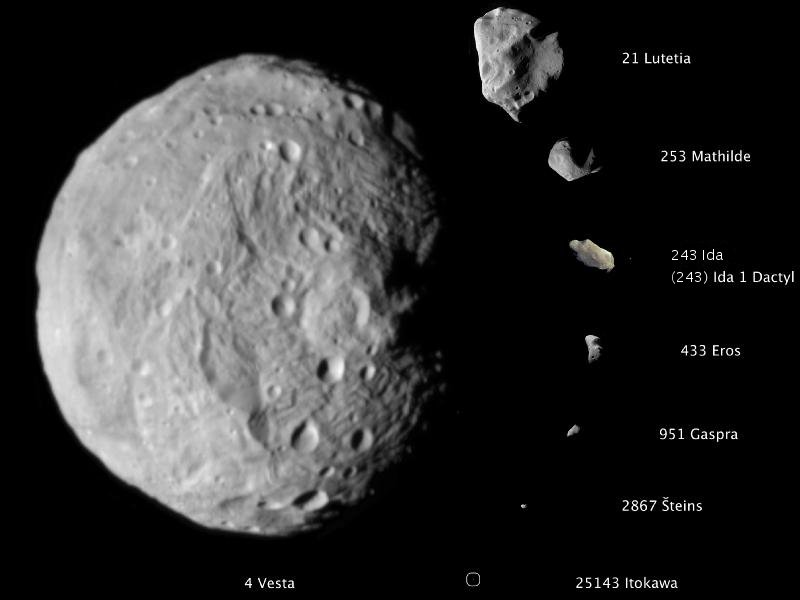
Составное изображение (в масштабе) астероидов, снятых в высоком разрешении. От большего к меньшему: (4) Веста, (21) Лютеция, (253) Матильда, (243) Ида и её спутник Дактиль, (433) Эрос, (951) Гаспра, (2867) Штейнс, (25143) Итокава

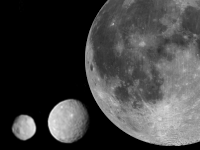
Сравнительные размеры астероида Весты, карликовой планеты Цереры и Луны. Разрешение 20 км на пиксель

Астеро́ид (распространённый до 2006 года синоним — малая планета) — относительно небольшое небесное тело Солнечной системы, движущееся по орбите вокруг Солнца. Астероиды значительно уступают по массе и размерам планетам, имеют неправильную форму и не имеют атмосферы, хотя при этом и у них могут быть спутники. Входят в категорию малых тел Солнечной системы.

## Определения
Термин «астероид» (от др.-греч. ἀστεροειδής — «подобный звезде», из ἀστήρ — «звезда» и εἶδος — «вид, наружность, качество») был придуман композитором Чарлзом Бёрни и введён Уильямом Гершелем на основании того, что эти объекты при наблюдении в телескоп выглядели как точки, подобно звёздам, — в отличие от планет, которые при наблюдении в телескоп выглядят дисками. Точное определение термина «астероид» до сих пор не установилось. До 2006 года астероиды также называли малыми планетами.
Главный параметр, по которому проводится классификация, — размер тела. Астероидами считаются тела с диаметром более 30 м, тела меньшего размера называют метеороидами.
В 2006 году Международный астрономический союз отнёс большинство астероидов к малым телам Солнечной системы.

## Астероиды в Солнечной системе

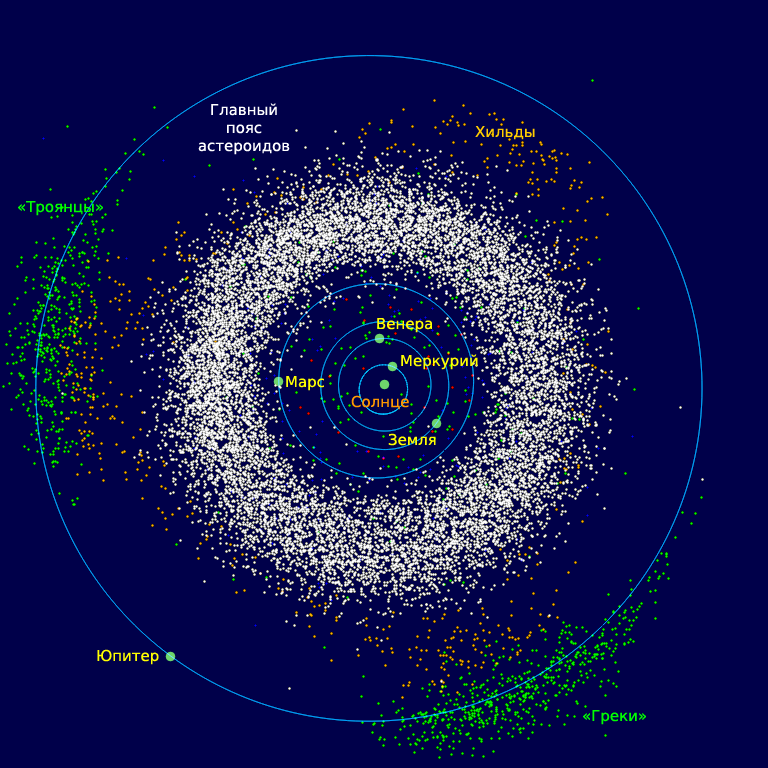
Главный пояс астероидов (белый цвет) и троянские астероиды Юпитера (зелёный цвет)

В Солнечной системе обнаружены сотни тысяч астероидов. По данным Центра малых планет на 1 апреля 2017 года обнаружено 729 626 малых планет, причём в течение 2016 года было обнаружено 47 034 малых тел. По состоянию на 11 сентября 2017 г. в базе данных насчитывалось 739 062 объекта, из которых для 496 915 точно определены орбиты и им присвоен официальный номер, более 19 000 из них имели официально утверждённые наименования. Предполагается, что в Солнечной системе может находиться от 1,1 до 1,9 миллиона объектов, имеющих размеры более 1 км.
Большинство известных на данный момент астероидов сосредоточено в пределах пояса астероидов, расположенного между орбитами Марса и Юпитера.
Самым крупным астероидом в Солнечной системе считалась Церера, имеющая размеры приблизительно 975×909 км, однако 24 августа 2006 года она получила статус карликовой планеты. Два других крупнейших астероида (2) Паллада и (4) Веста имеют диаметр ~500 км. (4) Веста является единственным объектом пояса астероидов, который можно наблюдать невооружённым глазом. Астероиды, движущиеся по другим орбитам, также могут быть наблюдаемы невооружённым глазом в период прохождения вблизи Земли (см., например, (99942) Апофис).
Общая масса всех астероидов главного пояса оценивается в 3,0—3,6⋅1021 кг, что составляет всего около 4 % от массы Луны. Масса Цереры — 9,5⋅1020 кг, то есть около 32 % от общей, а вместе с тремя крупнейшими астероидами (4) Веста (9 %), (2) Паллада (7 %), (10) Гигея (3 %) — 51 %, то есть абсолютное большинство астероидов имеют ничтожную по астрономическим меркам массу.

## Изучение астероидов
Изучение астероидов началось после открытия в 1781 году Уильямом Гершелем планеты Уран. Его среднее гелиоцентрическое расстояние оказалось соответствующим правилу Тициуса — Боде.
В конце XVIII века Франц Ксавер организовал группу из 24 астрономов. С 1789 года эта группа занималась поисками планеты, которая, согласно правилу Тициуса-Боде, должна была находиться на расстоянии около 2,8 астрономических единиц от Солнца — между орбитами Марса и Юпитера. Задача состояла в описании координат всех звёзд в области зодиакальных созвездий на определённый момент. В последующие ночи координаты проверялись, и выделялись объекты, которые смещались на большее расстояние. Предполагаемое смещение искомой планеты должно было составлять около 30 угловых секунд в час, что должно было быть легко замечено.
По иронии судьбы первый астероид, Церера, был обнаружен итальянцем Джузеппе Пьяцци, не участвовавшим в этом проекте, случайно, в 1801 году, в первую же ночь столетия. Три других — (2) Паллада, (3) Юнона и (4) Веста были обнаружены в последующие несколько лет — последний, Веста, в 1807 году. Ещё через 8 лет бесплодных поисков большинство астрономов решило, что там больше ничего нет, и прекратило исследования.
Однако Карл Людвиг Хенке проявил настойчивость, и в 1830 году возобновил поиск новых астероидов. Пятнадцать лет спустя он обнаружил Астрею, первый новый астероид за 38 лет. Он также обнаружил Гебу менее чем через два года. После этого другие астрономы подключились к поискам, и далее обнаруживалось не менее одного нового астероида в год (за исключением 1945 года).
В 1891 году Макс Вольф впервые использовал для поиска астероидов метод астрофотографии, при котором на фотографиях с длинным периодом экспонирования астероиды оставляли короткие светлые линии. Этот метод значительно ускорил обнаружение новых астероидов по сравнению с ранее использовавшимися методами визуального наблюдения: Макс Вольф в одиночку обнаружил 248 астероидов, начиная с (323) Брюсия, тогда как до него было обнаружено немногим более 300. Сейчас, век спустя, 385 тысяч астероидов имеют официальный номер, а 18 тысяч из них — ещё и имя.
В 2010 году две независимые группы астрономов из США, Испании и Бразилии заявили, что одновременно обнаружили водяной лёд на поверхности одного из самых крупных астероидов главного пояса — Фемиды. Это открытие позволяет понять происхождение воды на Земле. В начале своего существования Земля была слишком горяча, чтобы удержать достаточное количество воды. Это вещество должно было прибыть позднее. Предполагалось, что воду на Землю могли занести кометы, но изотопный состав земной воды и воды в кометах не совпадает. Поэтому можно предположить, что вода на Землю была занесена при её столкновении с астероидами. Исследователи также обнаружили на Фемиде сложные углеводороды, в том числе молекулы — предшественники жизни. Японский инфракрасный спутник Akari, проведший спектроскопические исследования 66 астероидов, подтвердил, что 17 из 22 астероидов класса С действительно содержат следы воды в разных пропорциях в виде гидратированных минералов, а на некоторых находятся водяной лёд и аммиак. Следы воды нашли и на единичных силикатных астероидах класса S, которые считались полностью безводными. Вода на астероидах класса S, скорее всего, имеет экзогенное происхождение. Вероятно, она была получена ими при столкновениях с гидратированными астероидами. Также выяснилось, что под воздействием солнечного ветра, столкновений с другими небесными телами или остаточного выделения тепла астероиды постепенно теряют воду.
8 сентября 2016 года запущена американская межпланетная станция OSIRIS-REx, предназначенная для доставки образцов грунта с астероида (101955) Бенну. 31 декабря 2018 года аппарат прибыл к астероиду, а 20 октября 2020 провёл забор образцов грунта, которые были успешно возвращены на Землю 24 сентября 2023 года.

## Определение формы и размеров астероида

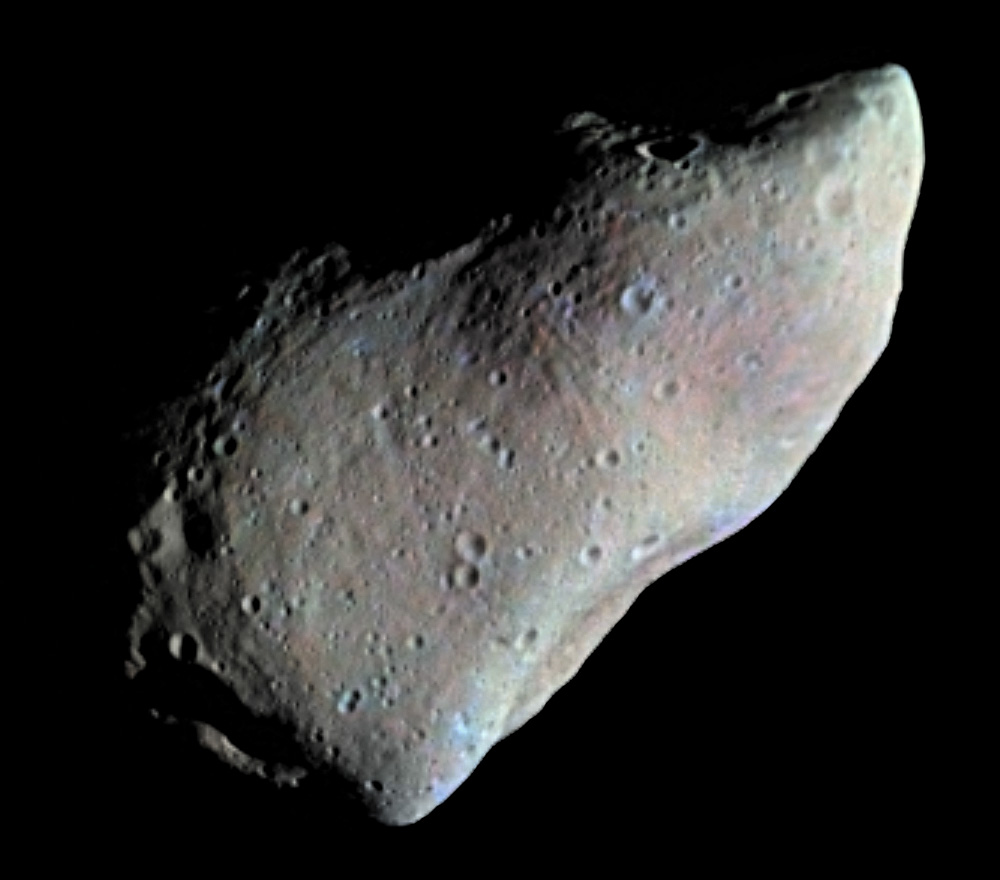
Астероид (951) Гаспра. Одно из первых изображений астероида, полученных с космического аппарата. Передано космическим зондом «Галилео» во время его пролёта мимо Гаспры в 1991 году (цвета усилены)

Первые попытки измерить диаметры астероидов, используя метод прямого измерения видимых дисков с помощью нитяного микрометра, предприняли Уильям Гершель в 1802 году и Иоганн Шрётер в 1805. После них в XIX веке аналогичным способом проводились измерения наиболее ярких астероидов другими астрономами. Основным недостатком данного метода были значительные расхождения результатов (например, минимальные и максимальные размеры Цереры, полученные разными учёными, отличались в десять раз).
Современные способы определения размеров астероидов включают в себя методы поляриметрии, радиолокационный, спекл-интерферометрии, транзитный и тепловой радиометрии.
Одним из наиболее простых и качественных является транзитный метод. Во время движения астероида относительно Земли он иногда проходит на фоне отдалённой звезды, это явление называется покрытие звёзд астероидом. Измерив длительность снижения яркости данной звезды и зная расстояние до астероида, можно достаточно точно определить его размер. Данный метод позволяет достаточно точно определять размеры крупных астероидов, вроде Паллады.
Метод поляриметрии заключается в определении размера на основании яркости астероида. Чем больше астероид, тем больше солнечного света он отражает. Однако яркость астероида сильно зависит от альбедо поверхности астероида, что в свою очередь определяется составом слагающих его пород. Например, астероид Веста из-за высокого альбедо своей поверхности отражает в 4 раза больше света, чем Церера и является самым заметным астероидом на небе, который иногда можно наблюдать невооружённым глазом.
Однако само альбедо тоже можно определить достаточно легко. Дело в том, что чем меньше яркость астероида, то есть чем меньше он отражает солнечной радиации в видимом диапазоне, тем больше он её поглощает и, нагреваясь, излучает её затем в виде тепла в инфракрасном диапазоне.
Метод поляриметрии может быть также использован для определения формы астероида путём регистрации изменения его блеска в процессе вращения, как и для определения периода этого вращения, а также для выявления крупных структур на поверхности. Кроме того, результаты, полученные с помощью инфракрасных телескопов, используются для определения размеров методом тепловой радиометрии.

## Классификация астероидов
Общая классификация астероидов основана на характеристиках их орбит и описании видимого спектра солнечного света, отражаемого их поверхностью.

### Группы орбит и семейства
Астероиды объединяют в группы и семейства на основе характеристик их орбит. Обычно группа получает название по имени первого астероида, который был обнаружен на данной орбите. Группы — относительно свободные образования, тогда как семейства — более плотные, образованные в прошлом при разрушении крупных астероидов от столкновений с другими объектами.
К группе околоземных астероидов семейства Атиры относятся малые тела, орбиты которых полностью находятся внутри орбиты Земли (их расстояние от Солнца в афелии меньше перигелия орбиты Земли). Период обращения астероида 2021 PH27 вокруг Солнца составляет 113 дней — это самый короткий из известных периодов обращения астероидов и второй среди всех объектов Солнечной системы после Меркурия.

### Спектральные классы
В 1975 году Кларк Р. Чапмен, Дэвид Моррисон и Бенджамин Целлнер разработали систему классификации астероидов, опирающуюся на показатели цвета, альбедо и характеристики спектра отражённого солнечного света. Изначально эта классификация определяла только три типа астероидов:
- Класс С — углеродные, 75 % известных астероидов.
- Класс S — силикатные, 17 % известных астероидов.
- Класс M — металлические, большинство остальных.

Этот список был позже расширен и число типов продолжает расти по мере того, как детально изучается все больше астероидов:
- Класс A — характеризуются достаточно высоким альбедо (между 0,17 и 0,35) и красноватым цветом в видимой части спектра.
- Класс B — в целом относятся к астероидам класса C, но почти не поглощают волны ниже 0,5 мкм, а их спектр слегка голубоватый. Альбедо в целом выше, чем у других углеродных астероидов.
- Класс D — характеризуются очень низким альбедо (0,02−0,05) и ровным красноватым спектром без чётких линий поглощения.
- Класс E — поверхность этих астероидов содержит в своём составе такой минерал, как энстатит и может иметь сходство с ахондритами.
- Класс F — в целом схожи с астероидами класса B, но без следов «воды».
- Класс G — характеризуется низким альбедо и почти плоским (и бесцветным) в видимом диапазоне спектром отражения, что свидетельствует о сильном ультрафиолетовом поглощении.
- Класс P — как и астероиды класса D, характеризуются довольно низким альбедо, (0,02−0,07) и ровным красноватым спектром без чётких линий поглощения.
- Класс Q — на длине волны 1 мкм в спектре этих астероидов присутствуют яркие и широкие линии оливина и пироксена и, кроме того, особенности, указывающие на наличие металла.
- Класс R — характеризуются относительно высоким альбедо и красноватый спектром отражения на длине 0,7 мкм.
- Класс T — характеризуется низким альбедо и красноватым спектром (с умеренным поглощением на длине волны 0,85 мкм), который похож на спектр астероидов P и D классов, но по наклону занимающий промежуточное положение.
- Класс V — астероиды этого класса умеренно яркие и довольно близки к более общему S классу, которые также в основном состоят из камня, силикатов и железа (хондритов), но отличаются S более высоким содержанием пироксена.
- Класс J — это класс астероидов, образовавшихся, предположительно, из внутренних частей Весты. Их спектры близки к спектрам астероидов V класса, но их отличает особо сильные линии поглощения на длине волны 1 мкм.

Следует учитывать, что количество известных астероидов, отнесённых к какому-либо типу, не обязательно соответствует действительности. Некоторые типы достаточно сложны для определения, и тип определённого астероида может быть изменён при более тщательных исследованиях.

#### Проблемы спектральной классификации
Изначально спектральная классификация основывалась на трёх типах материала, составляющего астероиды:
- Класс С — углерод (карбонаты).
- Класс S — кремний (силикаты).
- Класс M — металл.

Однако существуют сомнения в том, что такая классификация однозначно определяет состав астероида. В то время, как различный спектральный класс астероидов указывает на их различный состав, нет никаких доказательств того, что астероиды одного спектрального класса состоят из одинаковых материалов. В результате учёные не приняли новую систему, и внедрение спектральной классификации остановилось.

### Распределение по размерам
Количество астероидов заметно уменьшается с ростом их размеров. Хотя это в целом соответствует степенному закону, есть пики при 5 км и 100 км, где больше астероидов, чем предсказывается логарифмическим распределением.
| D | 100 м      | 300 м     | 500 м     | 1 км    | 3 км    | 5 км   | 10 км  | 30 км | 50 км | 100 км | 200 км | 300 км | 500 км | 900 км |
| N | 25 000 000 | 4 000 000 | 2 000 000 | 750 000 | 200 000 | 90 000 | 10 000 | 1100  | 600   | 200    | 30     | 5      | 3      | 1      |

## Именование астероидов
Сначала астероидам давали имена героев римской и греческой мифологии, позднее открыватели получили право называть их как угодно — например, своим именем. Вначале астероидам давались преимущественно женские имена, мужские имена получали только астероиды, имеющие необычные орбиты (например, Икар, приближающийся к Солнцу ближе Меркурия). Позднее и это правило перестало соблюдаться.
В настоящее время имена астероидам присваивает Комитет по номенклатуре малых планет. Получить имя может не любой астероид, а лишь тот, орбита которого достаточно надёжно вычислена. Были случаи, когда астероид получал имя спустя десятки лет после открытия. До тех пор, пока орбита не вычислена, астероиду даётся временное обозначение, отражающее дату его открытия, например, 1950 DA. Цифры обозначают год, первая буква — номер полумесяца в году, в котором астероид был открыт (в приведённом примере это вторая половина февраля). Вторая буква обозначает порядковый номер астероида в указанном полумесяце, в нашем примере астероид был открыт первым. Так как полумесяцев 24, а английских букв — 26, в обозначении не используются две буквы: I (из-за сходства с единицей) и Z. Если количество астероидов, открытых в течение полумесяца, превысит 24, вновь возвращаются к началу алфавита, приписывая второй букве индекс 2, при следующем возвращении — 3, и т. д. Когда орбита астероида становится надёжно установленной, астероид получает постоянный номер, а первооткрыватель — право в течение десяти лет предложить название для астероида на рассмотрение Комитета по номенклатуре малых планет. Одобренное Комитетом имя астероида публикуется в Циркуляре малых планет вместе с описанием названия, и после такого опубликования становится официальным именем астероида.
После получения имени официальное именование астероида состоит из числа (порядкового номера) и названия — (1) Церера, (8) Флора и т. д.

## Образование астероидов
Считается, что планетезимали в поясе астероидов эволюционировали так же, как и в других областях солнечной туманности до того времени, пока Юпитер не достиг своей текущей массы, после чего вследствие орбитальных резонансов с Юпитером из пояса было выброшено более 99 % планетезималей. Моделирование и скачки распределений скоростей вращения и спектральных свойств показывают, что астероиды диаметром более 120 км образовались в результате аккреции в эту раннюю эпоху, в то время как меньшие тела являются осколками от столкновений между астероидами во время или после рассеивания изначального пояса гравитацией Юпитера. Церера и Веста приобрели достаточно большой размер для гравитационной дифференциации, при которой тяжёлые металлы погрузились к ядру, а кора сформировалась из более лёгких скальных пород.
В модели Ниццы многие объекты пояса Койпера образовались во внешнем поясе астероидов, на расстоянии более чем 2,6 а.е. Большинство из них были позже выброшены гравитацией Юпитера, но те, что остались, могут быть астероидами класса D, возможно, включая Цереру.

## Опасность астероидов
Несмотря на то, что Земля значительно больше всех известных астероидов, столкновение с телом размером более 3 км может привести к уничтожению цивилизации. Столкновение с телом меньшего размера (но более 50 метров в диаметре) может привести к многочисленным жертвам и гигантскому экономическому ущербу.
Чем больше и тяжелее астероид, тем большую опасность он представляет, однако и обнаружить его в этом случае гораздо легче. Наиболее опасным на данный момент считается астероид Апофис, диаметром около 300 м, при столкновении с которым может быть уничтожена целая страна.
| Диаметр объекта, м | Энергия удара, Мт ТНТ | Диаметр кратера, км | Эффекты и сравнимые события                         |
| ------------------ | --------------------- | ------------------- | --------------------------------------------------- |
| —                  | 0,015                 | —                   | взрыв атомной бомбы над Хиросимой                   |
| 30                 | 2                     | —                   | болид, ударная волна, малые разрушения              |
| 50                 | 10                    | ≤1                  | взрыв аналогичный тунгусскому событию, малый кратер |
| 100                | 80                    | 2                   | взрыв водородной бомбы 50 Мт (СССР, 1962 год)       |
| 200                | 600                   | 4                   | разрушения в масштабах целых государств             |
| 500                | 10 000                | 10                  | разрушения в масштабах целых континентов            |
| 1 000              | 80 000                | 20                  | миллионы и миллиарды жертв                          |
| 5 000              | 10 000 000            | 100                 | миллиарды жертв, глобальное изменение климата       |
| ≥10 000            | ≥80 000 000           | ≥200                | закат человеческой цивилизации                      |
1 июня 2013 года астероид 1998 QE2 приблизился на самое близкое расстояние к Земле за последние 200 лет. Расстояние составило 5,8 млн километров, что в 15 раз дальше чем Луна.
С 2016 года в России работает телескоп АЗТ-33 ВМ по обнаружению опасных небесных тел. Он способен опознать опасный астероид размером 50 метров на расстоянии до 150 миллионов километров за 30 секунд. Это даёт возможность заранее (самое малое — за месяц) заметить потенциально опасные для планеты тела, аналогичные Тунгусскому метеориту.

## Первые 30 астероидов
1. Церера (ныне имеет статус карликовой планеты)
2. Паллада
3. Юнона
4. Веста
5. Астрея
6. Геба
7. Ирида
8. Флора
9. Метида
10. Гигея
11. Парфенопа
12. Виктория
13. Эгерия
14. Ирена
15. Эвномия
16. Психея
17. Фетида
18. Мельпомена
19. Фортуна
20. Массалия
21. Лютеция
22. Каллиопа
23. Талия
24. Фемида
25. Фокея
26. Прозерпина
27. Эвтерпа
28. Беллона
29. Амфитрита
30. Урания

### Символы
Первые 37 астероидов имеют астрономические символы. Они представлены в таблице.
| Астероид        | Символы |
| --------------- | ------- |
| (1) Церера      | ⚳       |
| (2) Паллада     | ⚴       |
| (3) Юнона       | ⚵       |
| (4) Веста       | ⚶       |
| (5) Астрея      |         |
| (6) Геба        |         |
| (7) Ирида       |         |
| (8) Флора       |         |
| (9) Метида      |         |
| (10) Гигея      |         |
| (11) Парфенопа  |         |
| (12) Виктория   |         |
| (13) Эгерия     |         |
| (14) Ирена      |         |
| (15) Эвномия    |         |
| (16) Психея     |         |
| (17) Фетида     |         |
| (18) Мельпомена |         |
| (19) Фортуна    |         |
| (26) Прозерпина |         |
| (28) Беллона    |         |
| (29) Амфитрита  |         |
| (35) Левкофея   |         |
| (37) Фидес      |         |